# Pleškovec
Pleškovec (węg. Bányahegy) – wieś w Chorwacji, w żupanii medzimurskiej, w gminie Sveti Juraj na Bregu. W 2011 roku liczyła 471 mieszkańców.